# Íszín uralkodóinak listája
Íszín az ókori Mezopotámia egyik jelentős városállama volt az i. e. 2. évezredben. Első virágkorát a sumer-kor és az Óbabiloni Birodalom között élte akkád uralkodók alatt.

## Óbabiloni kor
Erre a korra csak a relatív babiloni kronológiák léteznek. Az ún. I. íszíni dinasztia akkád királyok sora.
| Uralkodó                                                                               | Rövid kronológia  | Középső kronológia | Hosszú kronológia | Megjegyzés                                                    |
| -------------------------------------------------------------------------------------- | ----------------- | ------------------ | ----------------- | ------------------------------------------------------------- |
| (Sumerben: III. uri dinasztia) → I. íszíni dinasztia → (Sumerben: Óbabiloni Birodalom) |                   |                    |                   |                                                               |
| Isbi-Erra                                                                              | i. e. 1929 - 1897 | i. e. 2017 – 1985  |                   |                                                               |
| Su-ilísu                                                                               | i. e. 1897 - 1888 | i. e. 1984 – 1975  |                   | Isbí-Erra fia                                                 |
| Idin-Dagan                                                                             | i. e. 1888 - 1868 | i. e. 1974 – 1954  |                   | Sú-ilísu fia                                                  |
| Ismé-Dagan                                                                             | i. e. 1868 - 1850 | i. e. 1953 – 1935  |                   | Iddin-Dagan fia                                               |
| Lipit-Istar                                                                            | i. e. 1850 - 1840 | i. e. 1934 – 1924  |                   | Ismé-Dagan fia                                                |
| Ur-ninurta                                                                             | i. e. 1840 - 1813 | i. e. 1923 – 1896  |                   |                                                               |
| Búr-Szín                                                                               | i. e. 1813 - 1793 | i. e. 1895 – 1875  |                   | Ur-ninurta fia                                                |
| Lipit-Enlil                                                                            | i. e. 1793 - 1789 | i. e. 1874 – 1870  |                   | Búr-Szín fia                                                  |
| Erraimittí                                                                             | i. e. 1789 - 1782 | i. e. 1869 – 1862  |                   |                                                               |
| Enlil-báni                                                                             | i. e. 1782 - 1759 | i. e. 1861 – 1838  |                   | „helyettes király”                                            |
| Zambia                                                                                 | i. e. 1759 - 1757 | i. e. 1837 – 1835  |                   |                                                               |
| Iterpísa                                                                               | i. e. 1757 - 1754 | i. e. 1834 – 1831  |                   |                                                               |
| Urduguka                                                                               | i. e. 1754 - 1752 | i. e. 1830 – 1828  |                   |                                                               |
| Szín-magir                                                                             | i. e. 1752 - 1742 | i. e. 1827 – 1817  |                   |                                                               |
| Damik-ilisu                                                                            | i. e. 1742 - 1720 | i. e. 1816 – 1794  |                   | a sumer királylistán nem szerepel, a larszai Rím-Szín leverte |

## Középbabiloni kor
Erre a korra már abszolút – bár az elején kissé hézagos – kronológia létezik, ami az asszír kronológián alapul.
| Uralkodó                                           | Uralkodott        | Megjegyzés |
| -------------------------------------------------- | ----------------- | ---------- |
| II. íszíni dinasztia (Babilon uralkodói is egyben) |                   |            |
| Marduk-kabit-ahhé                                  | i. e. 1156 – 1139 |            |
| Itti-marduk-balátu                                 | i. e. 1138 – 1131 |            |
| Ninurta-nádin-sumi                                 | i. e. 1130 – 1125 |            |
| I. Nabú-kudurri-uszur                              | i. e. 1124 – 1103 |            |
| Enlil-nádin-apli                                   | i. e. 1102 – 1099 |            |
| Marduk-nádin-ahhé                                  | i. e. 1098 – 1081 |            |
| Marduk-sápik-zéri-máti                             | i. e. 1080 – 1068 |            |
| Adad-apla-iddina                                   | i. e. 1067 – 1046 |            |
| Marduk-ahhé-eriba                                  | i. e. 1045        |            |
| Marduk-zér-…                                       | i. e. 1044 – 1033 |            |
| Nabú-suma-líbur                                    | i. e. 1032 – 1025 |            |